# Campyloneurum cochense
Campyloneurum cochense là một loài thực vật có mạch trong họ Polypodiaceae. Loài này được (Hieron.) Ching miêu tả khoa học đầu tiên năm 1940.